# Valentin Bühler

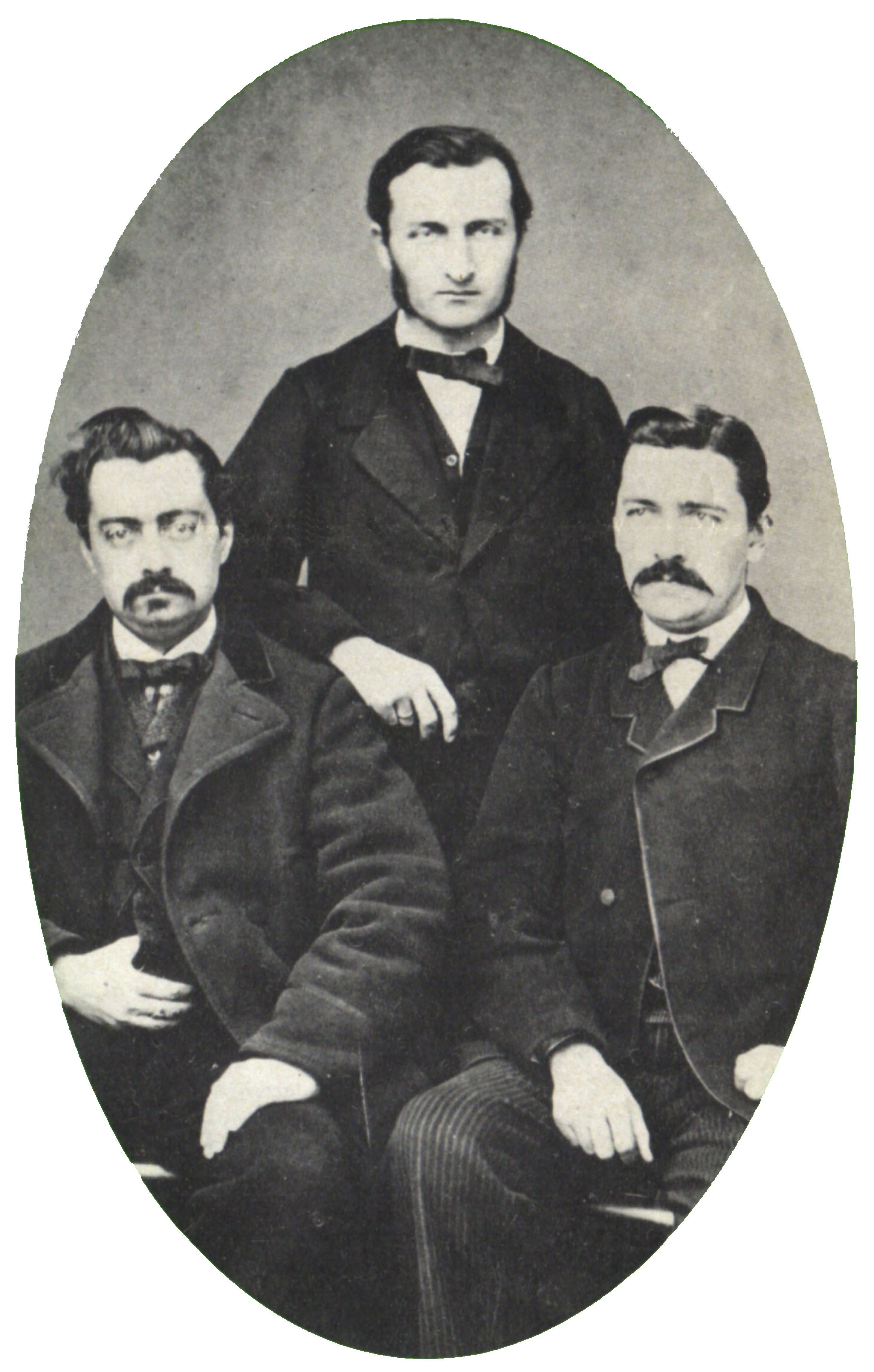
Die drei Brüder Valentin (1835–1912), Christian (1837–1904) und Peter Theophil (1841–1913) Bühler.

Valentin Bühler (* 26. März 1835 in Igis, heute zu Landquart; † 30. April 1912 in Chur; Bürger von Davos) war ein Schweizer Jurist, der mit dem Buch Davos in seinem Walserdialekt von 1870/75/79 und dem Supplement über den Obersaxer Dialekt von 1886 eines der ersten Deutschschweizer Dialektwörterbücher verfasste.

## Leben
Valentin Bühler war einer von drei Söhnen des Pfarrers Christian Bühler und seiner Frau Barbara geborener Roffler aus Fideris. Der Vater versah Pfarrstellen in Davos-Dorf, in Igis, in Haldenstein und wieder in Davos-Dorf, weshalb der älteste Sohn, Valentin, in Igis zur Welt kam und auf Davos in die Primarschule ging.
Valentin studierte in Basel, Göttingen, Leipzig, Berlin und Heidelberg Jurisprudenz, besuchte aber auch germanistische Vorlesungen, so in Basel bei Wilhelm Wackernagel. Ab 1862 arbeitete er in Chur als Rechtsanwalt und wurde später Aktuar des Bündner Erziehungsrates (einer für das Schulwesen zuständigen kantonalen Behörde). Zeitweilig wirkte er auch als stellvertretender Leiter der Neuen Bündner Zeitung. 1868 zog er nach Heidelberg, der Vaterstadt seiner Ehefrau Elisa Henriette Förster, und arbeitete dort als Anwalt und Hotelier. Die beiden Söhne Hans (* 1870; später Jurist) und Paul (* 1877; später Kantonsschullehrer für Sprachen) wurden dem Ehepaar in Heidelberg geboren. In späteren Jahren kehrte die Familie in die Schweiz zurück, wo Bühler in Chur eine Stelle als zweiter Verhörrichter (Untersuchungsrichter) innehatte.

## Wörterbuch

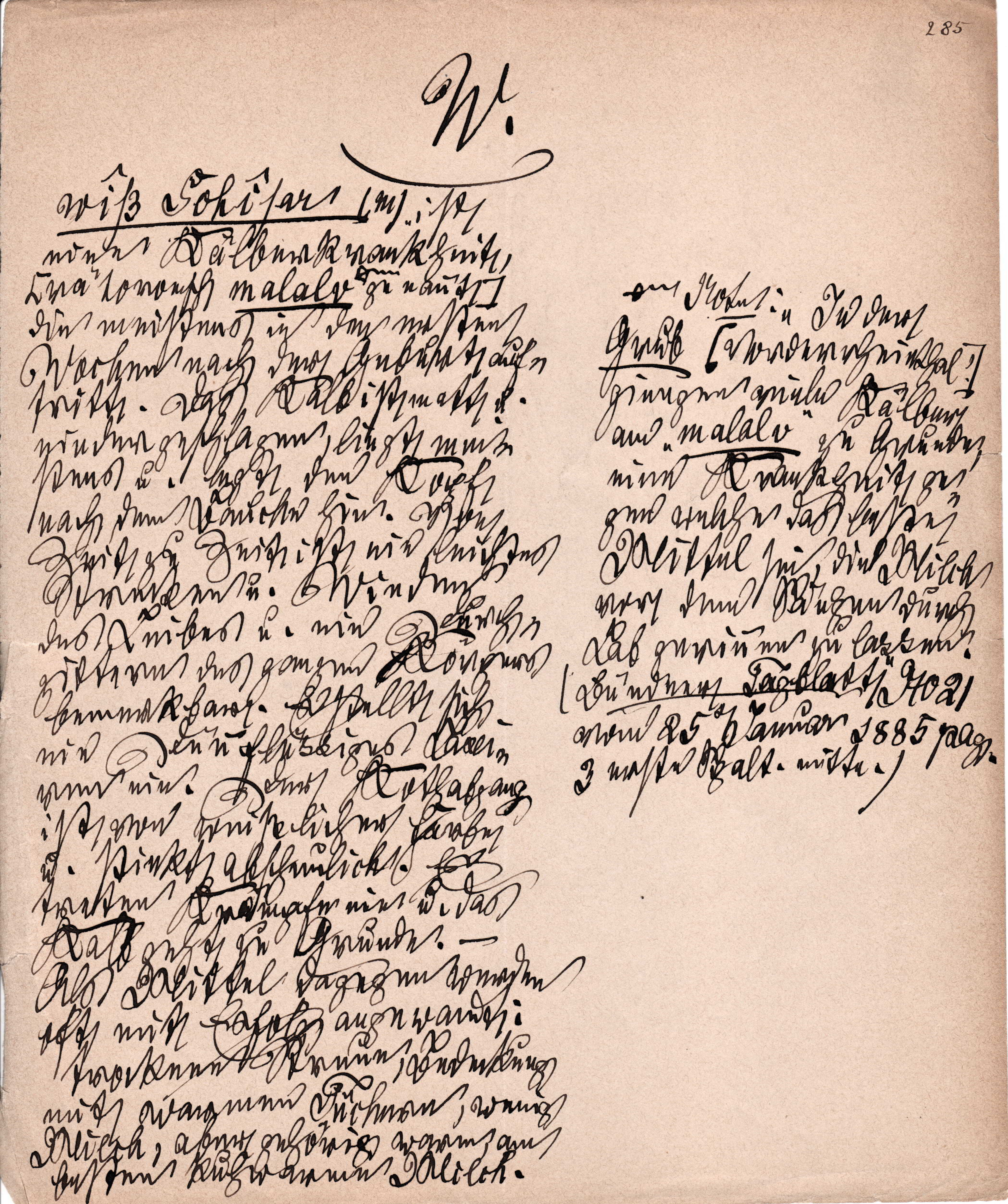
Valentin Bühler (1835–1912), handschriftlicher Nachtrag zu seinem Davoser Wörterbuch (Archiv des Schweizerischen Idiotikons, Zürich).

1862 fasste Bühler den Beschluss, ein Wörterbuch seines heimatlichen Dialekts, der Walsermundart von Davos, zu schreiben. Nach eigener Aussage folgte er damit der Anregung des Vorarlberger Historikers und Walserforschers Josef Bergmann, der 1844 ein solches Wörterbuch als Desiderat bezeichnet hatte. Schon bald war er sich des besonderen Wertes einer solchen Arbeit bewusst, wurde doch im gleichen Jahr in Zürich das Wörterbuch der schweizerdeutschen Sprache (das Schweizerische Idiotikon) gegründet, und so sprach er im Vorwort des 1870 erschienenen ersten Teils seines Wörterbuchs die Überzeugung aus, mit seinem Werk  werde «dem grossen Bau eines schweizerischen Idiotikons in dieser ersten gedruckten Spezialarbeit über einen graubündnerischen Dialekt ein leicht benützbarer, und hoffentlich wohl verwendbarer, Beitrag in nicht nur ganz rohem Material geliefert.»
Das Wörterbuch schrieb er zum grössten Teil in Heidelberg, nutzte aber seine regelmässigen Aufenthalte in der Schweiz, wenn er als Hauptmann der Armee Dienst tat, seine Materialbasis zu mehren. Das vierteilige Werk erschien 1869–1870, 1875, 1879 und 1886 jeweils im Eigenverlag. Es gehört damit zu den frühesten Wörterbüchern des Schweizerdeutschen. Zuvor waren erst Franz Joseph Stalders Wörterbuch über das gesamte Schweizerdeutsch (1806/1812) und Titus Toblers Wörterbuch des Appenzellischen (1837) im Druck herausgekommen; etwa gleichzeitig und ausdrücklich als Quelle für das Schweizerische Idiotikon schrieben Jakob Hunziker sein südwestaargauisches (1877) sowie Gustav Adolf Seiler sein Basler Wörterbuch (1879), und auch Martin Tschumperts unvollendeter Versuch eines bündnerischen Idiotikon (1880 ff.) gehört dieser ersten Phase von Dialektwörterbüchern an.
Der erste Band von Bühlers Wörterbuch ist ein spezialalphabetisches Wörterbuch («lexikographischer Teil»), im zweiten Band werden zahlreiche Wortfelder abgehandelt, etwa über Tiere, Witterung, Topographie, Landwirtschaft, Rechtswesen, Kinderstube usw. («homonymer Teil»). Der dritte Band enthält Wörter mit mehreren Bedeutungen sowie Angaben zur Wortbildung und Flexion, Letztgenanntes im Vergleich mit anderen Bündner Mundarten («homonymer und grammatischer Teil»). Der vierte Band schliesslich enthält eine mit der Hilfe von J. P. Henni und J. Janka verfasste Wörterliste des Walserdialekts von Obersaxen. Dazu stellte Bühler eine «Chrestomathie der Bündnerdialekte» zusammen, also eine Sammlung von Texten in verschiedenen Bündner Mundarten. Die unpublizierten Nachträge wurden von Bühlers Söhnen 1914 dem Schweizerischen Idiotikon vermacht und dort in dessen Quellenmaterial integriert.

## Publikationen
Wörterbuch
- Davos in seinem Walserdialekt. Ein Beitrag zur Kenntniß dieses Hochthals und zum schweizerischen Idiotikon.
  - I. Lexicographischer Theil. Heidelberg 1870 (1. Faszikel 1869; 2. Aufl. 1872).
  - II. Synonymer Theil. Heidelberg 1875.
  - III. Homonymer und grammatischer Theil. Heidelberg 1879. – Enthält auch den ersten Teil der Chrestomathie der Bündnerdialekte (vornehmlich der Walser- und Hohenstaufendialekte).
  - IV. Erstes und Hauptsupplement. Der Obersaxer Dialekt in seiner Eigenart. Heidelberg/Aarau [?] 1886. – Enthält auch den zweiten Teil der Chrestomathie der Bündnerdialekte (vornehmlich der Walser- und Hohenstaufendialekte).

Patriotische Gedichte
- Laus Benedicti Fontanae. 1874.
- In Memoriam. De pyromanubalistariorum Helveticorum certamine. 1891.

## Nachweise
1. 1 2  Valentin Bühler: Davos in seinem Walserdialekt. Ein Beitrag zur Kenntniß dieses Hochthals und zum schweizerischen Idiotikon. Heidelberg 1870, Vorwort.
2. ↑  Bericht an das h. eidgen. Departement des Innern und an die h. Regierungen der subventionierenden Kantone über den Gang der Arbeiten am Schweizerdeutschen Idiotikon während des Jahres 1914. [Zürich 1915], S. 15.

| Personendaten    | Personendaten                    |
| ---------------- | -------------------------------- |
| NAME             | Bühler, Valentin                 |
| KURZBESCHREIBUNG | Schweizer Jurist und Lexikograph |
| GEBURTSDATUM     | 26. März 1835                    |
| GEBURTSORT       | Igis                             |
| STERBEDATUM      | 30. April 1912                   |
| STERBEORT        | Chur                             |